# Zofia Dunin-Borkowska (chemik)
Zofia Danuta Dunin-Borkowska – polska fizykochemik i elektrochemik, profesor nauk chemicznych (1997). Była zatrudniona w Instytucie Chemii Fizycznej PAN oraz w Katedrze Chemii na Wydziale Matematycznym i Przyrodniczym Uniwersytetu Kardynała Stefana Wyszyńskiego.
W latach 80., w stanie wojennym, współpracowała z Niezależną Oficyną Wydawniczą przy wydawaniu „Tygodnika Mazowsze”.